# Artemizinin
Artemizinin (kitajsko: 青蒿素; pinjin: qinghaosu) in njegovi polsintetski derivati so najučinkovitejša znana snov zoper povzročitelja malarije Plasmodium falciparum, bolniki pa ga dobro prenašajo. Učinkovina je naravno prisotna v enoletnem pelinu, po katerem se tudi imenuje. Enoletni pelin v primeru vročice priporoča tradicionalna kitajska medicina. Za odkritje artemizinina je bila Kitajka Joujou Tu leta 2015 odlikovana z Nobelovo nagrado za fiziologijo ali medicino, saj je zdravilo v kombinaciji z drugimi (ACT = Artemisinin based combination therapy) močno razširjeno pri zdravljenju malarije. Danes prekurzorje zanj pridobivajo tudi z gensko spremenjenimi kvasovkami.
Po kemični zgradbi se artemizinin uvršča med seskviterpen laktone z neobičajnim peroksidnim mostičkom, ki naj bi imel ključno vlogo pri delovanju zdravila.
Čeprav so klinične raziskave na Tajvanu pokazale, da ima artemizinin kar 90-odstotno učinkovitost in tako močno presega doslej najbolj rabljen antimalarik klorokin, njegovo rabo močno zavirajo visoki stroški proizvodnje, nizka biorazpoložljivost in manj ugodna farmakokinetika. Zaradi nakazane možnosti hitrega razvoja odpornosti WHO odsvetuje rabo artemizinina ali njegovih endoperoksidnih derivatov v obliki monoterapije. Učinkovina se vse več uporablja tudi za zdravljenje malarije, ki jo povzroča Plasmodium vivax, ter v študijah zoper raka, zlasti hepatocelularnega karcinoma. 